# Luka (miasto Bor)
Luka (cyr. Лука) – wieś w Serbii, w okręgu borskim, w mieście Bor. W 2011 roku liczyła 537 mieszkańców.